# Galerie Millennium
Galerie Millennium je soukromá výstavní a prodejní galerie zaměřená na moderní a současné umění. Sídlí v historickém domě U rybáře na Malé Straně, Tržiště 5, Praha 1. Je zakládajícím členem Asociace galeristů České republiky a pravidelně se účastní přehlídky Art Prague.

## Historie
Galerie Millennium spolu se stejnojmenným občanským sdružením byla založena roku 1999. Neshody v koncepčních otázkách vedly k vypovězení občanského sdružení a galerie od roku 2001 funguje samostatně jako soukromá. Pořádá autorské výstavy současného českého i zahraničního umění i koncepční projekty zaměřené ke konkrétním osobnostem nebo historickým událostem (Franz Kafka ve výtvarné tvorbě, Rabi Löw, Ludvík Strimpl, 5 let po povodni, Okupace v srpnu 1968, První přistání člověka na Měsíci, apod.)
Sídlem galerie je původně gotický dům, situovaný v sousedství středověkého opevnění Malé Strany. Z tohoto období se dochovala část gotických sklepů. Z renesanční přestavby po roce 1621 pocházejí klenby galerijních prostor v přízemí. V době baroka dům přestavěl Jan A. Lurago. Fasáda je klasicistní. Dům U rybáře se v minulosti jmenoval podle svých majitelů též U Bonaventurů, U Templemannů.

## Zastoupení umělci
Adolf Hoffmeister, Adam Hoffmeister, Xénia Hoffmeisterová, Jessica Hoffmeisterová, Max Hoffmeister, Aleš Veselý, Milan Ressel, Olbram Zoubek, Michal Šarše, Stefan Milkov, Čestmír Suška, Jan Švankmajer, Jiří Sozanský, Jiří Kornatovský, Aleš Lamr, Věra Janoušková, Jaroslav Vožniak, Marta Hadincová, Marie Blabolilová, Olga Karlíková, Martin Velíšek, Michael Rittstein, Zdenek Hůla, Kurt Gebauer, Boris Jirků, Jiří Petrbok, Jiří Slíva, Ivan Komárek, Michal Cihlář, Jaroslav Urbánek, Jaroslav Eduard Dvořák, Bohumil Eliáš st., Bohumil Eliáš ml., Petr Fiala, Michal Burget, Karol Absolon, Bedřich Stefan, Miroslav Jiránek, Roman Trabura, MICL, Karel Jerie, Roman Franta, Lukáš Miffek, Lukáš Orlita, Petr Císařovský, Václav Jírovec, Aleš Krejča, Otis Laubert, Markéta Lisá, Peter Roller, Lukáš Wagner

## Historie výstav
Přehled výstav zde

## Publikace
- Etienne Cornevin, Václav Dvořák, Monstra a monstra v nás / Monsters and Monsters within, kat. 64 s., Galerie Millennium, Praha 2005